# Papa Gregorio V
Gregorio V, nato Bruno di Carinzia (in tedesco: Bruno von Kärnten; Stainach, 972 circa – Roma, 18 febbraio 999), è stato il 138º papa della Chiesa cattolica dal 3 maggio 996 alla morte. Fu il primo pontefice di nazionalità germanica.

## Biografia

### Origini e carriera ecclesiastica
(Epitaffio di Gregorio V ( 999 d.C.))
Figlio di Ottone I di Carinzia (duca di Carinzia, margravio di Verona, conte di Worms e conte di Nahegau), nipote dell'imperatore Ottone I il Grande e cugino di Ottone III, apparteneva alla famiglia imperiale sassone. Sua madre era invece Giuditta di Carinzia, forse nipote di Arnolfo di Baviera. Educato alla scuola cattedrale di Worms negli anni '80, Brunone, a soli 24 anni d'età, entrò nel ristretto gruppo dei prelati della Cappella imperiale. Nonostante la giovane età, il prelato tedesco era un uomo estremamente colto, energico e consapevole dell'alto valore morale di cui è rivestita la dignità sacerdotale, cosa per cui fu consacrato vescovo di Verden e poi cardinale, secondo quanto riporta il Moroni. Il Gregorovius riassume il ritratto morale del giovane Brunone:

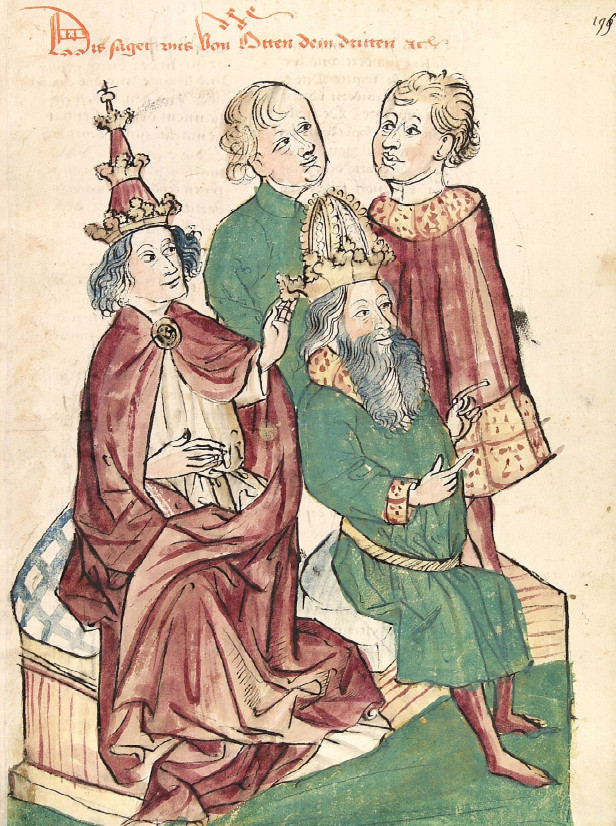
Gregorio V e Ottone III

(Gregorovius, p. 86)

### Il pontificato

#### L'elezione
Nell'aprile 996 Ottone III si fermò per alcuni giorni a Ravenna. Qui fu informato della morte di papa Giovanni XV da alcuni legati romani inviati da Crescenzio Nomentano. Seduta stante decise di nominare come vescovo di Roma il cugino Brunone. Primo pontefice tedesco ad ascendere al soglio di Pietro, Brunone fu accompagnato a Roma dagli arcivescovi di Magonza e Worms, ove fu accolto festosamente e ivì incoronato, il 3 maggio, col nome di Gregorio V, in onore del grande Gregorio I.

#### Governo di Roma

##### La finta sottomissione di Crescenzio Nomentano
Immediatamente, papa e cugino cominciarono a governare assieme il mondo, l'uno dal punto di vista spirituale, l'altro da quello temporale. In primo luogo, Gregorio V incoronò il 21 maggio il cugino imperatore, riconfermando il dominio imperiale su Roma e la fine della tirannia di Crescenzio Nomentano, determinata dalla minore età di Ottone stesso. Infatti, il 25 maggio, papa e imperatore convocarono un concilio in San Pietro per chiarire le cause della rivolta contro Giovanni XV: Crescenzio Nomentano, principale artefice, fu graziato su intercessione del papa stesso dopo che ebbe giurato fedeltà alla Chiesa e all'Impero. Ottone, sistemate le ultime pendenze con il cugino papa, lasciò sul finire di maggio Roma per ritornarsene in Germania, confidando sulle truppe poste a protezione di Gregorio V, comandate dal marchese di Tuscia Ugo II (già protettore di Giovanni XV), e da Corrado, conte di Spoleto e Camerino.

##### La fuga di Gregorio e l'elezione dell'antipapa Giovanni XVI
Le truppe, però, non bastarono a proteggere il papa: i romani, sobillati da Crescenzio Nomentano, scacciarono il papa "tedesco" il 29 settembre 996, che fu costretto a fuggire nell'Italia settentrionale, roccaforte del potere imperiale in Italia. Riparato a Pavia, ove tenne nel febbraio del 997 un sinodo locale su questioni legate alla Chiesa tedesca e francese, il papa lanciò la scomunica contro Crescenzio Nomentano. Questi, riassunto il titolo di patrizio, attivò la sua rete diplomatica con i Bizantini da un lato, e dall'altro cominciò a fortificare il più possibile Roma, specialmente Castel Sant'Angelo. Nel frattempo, per dare legittimità alla ribellione contro Gregorio, Giovanni convinse il calabrese Giovanni Filagato, già vescovo di Piacenza e consigliere di Teofano, ad assumere la carica pontificia. Questi, uomo estremamente ambizioso e politicante, accettò, venendo consacrato tra il marzo e l'aprile del 997 col nome di Giovanni XVI, ma dovette piegarsi ai desideri temporali di Crescenzio Nomentano e di Bisanzio, l'altra potenza che aveva patrocinato la sua elezione.

##### Il ritorno a Roma e la vendetta di Gregorio e Ottone

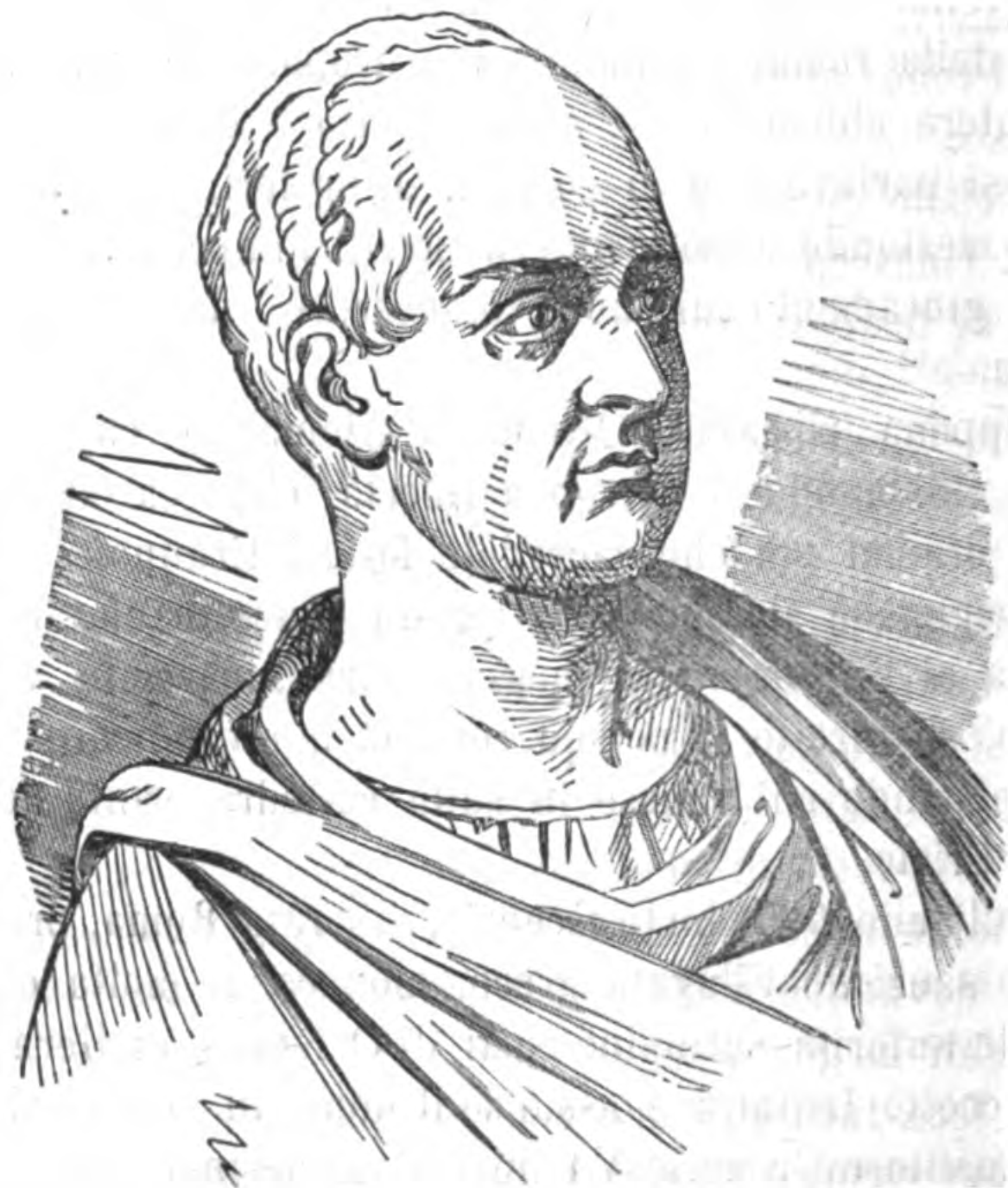
Ritratto immaginario di Crescenzio Nomentano in Franco Mistrali, I misteri del Vaticano o La Roma dei Papi, vol. 1, libreria di Francesco Sanvito, Milano 1861

Ottone non poteva aiutare immediatamente il cugino a Pavia, in quanto impegnato a combattere contro gli Slavi che, da anni, tormentavano i confini orientali del suo Impero. Quando nel dicembre l'imperatore, liberatosi dal pericolo slavo, scese in Italia, Gregorio V gli venne incontro e celebrarono il Natale a Pavia. Papa e imperatore discesero nel gennaio del 998 la Penisola, finché nel mese di febbraio l'esercito tedesco si accampò davanti a Roma, trovandola sguarnita: solo Castel Sant'Angelo era fortificato, con Crescenzio Nomentano asserragliatovi dentro, mentre Giovanni XVI si era dato alla macchia dopo che Ottone gli aveva negato il suo perdono.
Papa e imperatore non furono impegnati in un lungo assedio, in quanto le potenti macchine d'assedio a disposizione di Ottone riuscirono ad abbattere i bastioni di Castel Sant'Angelo il 29 aprile: Crescenzio Nomentano, catturato, fu impiccato alle mura della fortezza e il corpo decapitato. Il corpo, gettato dal castello, fu poi appeso ad una forca sul Monte Mario.
Per quanto riguarda l'antipapa, fu raggiunto già nel febbraio da alcuni cavalieri imperiali, guidati dal conte Bertoldo di Brisgovia, che gli strapparono gli occhi, la lingua, il naso e le orecchie, non si sa se dietro ordine di Ottone. Il vergognoso ludibrio cui poi Gregorio V e Ottone III avrebbero costretto l'ex antipapa a sottostare, suscitò in san Nilo, compaesano di quest'ultimo, un sentimento di repulsione tale che avrebbe minacciato i due cugini per il loro infierimento su di uno storpio, gettando su di loro la maledizione divina. Quanto poi l'antipapa sopravvisse alle ferite ricevute, non è dato sapersi.

#### Governo della Chiesa
Nonostante il suo breve pontificato fosse stato funestato dalla rivolta di Crescenzio, Gregorio continuò a governare con forza e maturità d'animo la Chiesa attraverso sinodi in varie città dell'Italia settentrionale, preoccupandosi di questioni legate al diritto canonico e alla morale ecclesiastica. Inoltre, secondo il Moroni, Gregorio si distinse per il grande zelo caritativo e per la profonda morale, tanto da guadagnarsi il titolo di Gregorio il Minore, in ovvio riferimento a Gregorio Magno suo modello.

##### Il matrimonio di Roberto di Francia
Nello stesso anno 996 diventava re di Francia Roberto II, che sposò nel medesimo anno Berta, unica erede di Corrado di Borgogna e vedova di Oddone I di Blois. Così facendo, però, violò una disposizione della Chiesa sui matrimoni tra consanguinei, in quanto il sovrano aveva tenuto a battesimo un figlio di Bertha. Pertanto nel febbraio 997 Gregorio V, in un sinodo a Pavia (città ove si trovava a causa della ribellione dei romani), chiese al sovrano di spiegare le motivazioni che lo spinsero a un tale gesto. Poi, in un sinodo romano del 999, gli inflisse sette anni di penitenza e minacciò la scomunica ai due coniugi e l'interdetto al regno di Francia, se non si fossero separati. La questione si protrasse fino al 1001, quando Roberto, non ottenendo una dispensa dal nuovo papa Silvestro II, si rifiutò di lasciare la donna venendo scomunicato. Nel settembre del medesimo anno, però, Roberto fu costretto a lasciare Berta a causa delle motivazioni politiche dovute alla scomunica e all'interdetto sul regno di Francia.

#### La questione dell'arcivescovado di Reims
Mentre Gregorio era in fuga da Roma nel 996, a Spoleto incontrò l'abate Abbone di Fleury, il quale chiese al Papa di pronunciarsi riguardo alla questione dell'arcidiocesi di Reims. Questa, già sotto il suo predecessore, era stata affidata ad un individuo indegno, Arnolfo, contro il parere dell'episcopato francese. Per questo motivo, i vescovi e il re di Francia si rifiutarono di assegnare ad Arnolfo la sede di Reims, eleggendo al suo posto il coltissimo Gerberto di Aurillac. Questi, divenuto nel 995 segretario particolare di Ottone III, credette di riuscire ad avere dalla sua anche il giovane Gregorio V, ma il papa si dimostrò irremovibile sulla disposizione canonica del predecessore:
(Oldoni)

#### Altri provvedimenti
Sulla scia di Benedetto VII, Gregorio riprese con pieno vigore la riforma cluniacense della Chiesa, che avrebbe trovato pieno compimento il secolo successivo nel corso della Riforma gregoriana. Nel 997 confermò a Giovanni da Besate, arcivescovo di Ravenna, numerosi privilegi ecclesiastici tra cui la sottomissione della diocesi di Cervia e l'incorporamento nell'arcidiocesi della diocesi piacentina, rinnovati nell'aprile successivo a Gerberto d'Aurillac, nominato presule di quella sede su pressione di Ottone III.

### Morte e sepoltura

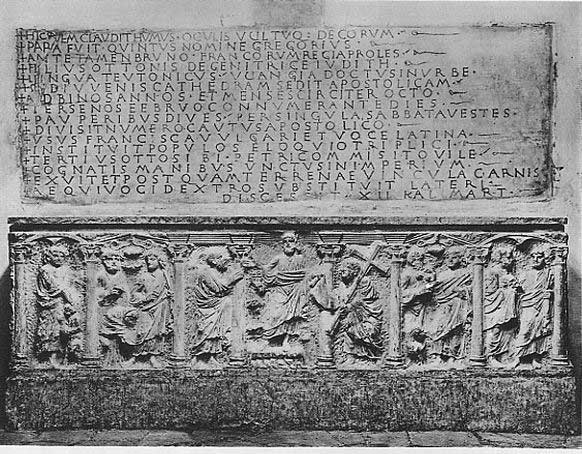
La tomba di Gregorio V nelle Grotte Vaticane

Mentre Ottone stava andando nel Meridione per discolparsi delle proprie colpe davanti a san Nilo, Gregorio morì tra gli inizi di febbraio e la prima metà di marzo del 999 e venne sepolto nelle Grotte Vaticane. Secondo il Gregorovius il giovane papa morì avvelenato, in quanto oggetto d'odio per la feroce repressione di pochi mesi prima.

## Successione apostolica
La successione apostolica è:
- Vescovo Erluin di Cambrai (966)

## Albero genealogico
|                       |                    |                      | Genitori                    |  |  | Nonni |  |  | Bisnonni              |  |  | Trisnonni              |  |
|                       |                    |                      |                             |  |  |       |  |  | Werner V di Speyergau |  |  | Werner IV di Speyergau |  |
|                       |                    |                      |                             |  |  |       |  |  | Werner V di Speyergau |  |  | Werner IV di Speyergau |  |
|                       |                    | Gisela dei Franchi   |                             |  |  |       |  |  | Werner V di Speyergau |  |  |                        |  |
| Corrado di Lotaringia |                    |                      |                             |  |  |       |  |  | Werner V di Speyergau |  |  |                        |  |
|                       |                    | Hicha di Svevia      | Burcardo II di Svevia       |  |  |       |  |  |                       |  |  |                        |  |
|                       |                    | Hicha di Svevia      | Burcardo II di Svevia       |  |  |       |  |  |                       |  |  |                        |  |
|                       |                    | Hicha di Svevia      | Regilindis im Sülichgau     |  |  |       |  |  |                       |  |  |                        |  |
| Ottone I di Carinzia  |                    | Hicha di Svevia      |                             |  |  |       |  |  |                       |  |  |                        |  |
|                       |                    | Ottone I di Sassonia | Enrico I di Sassonia        |  |  |       |  |  |                       |  |  |                        |  |
|                       |                    | Ottone I di Sassonia | Enrico I di Sassonia        |  |  |       |  |  |                       |  |  |                        |  |
|                       |                    | Ottone I di Sassonia | Santa Matilde di Ringelheim |  |  |       |  |  |                       |  |  |                        |  |
| Liutgarda di Sassonia |                    | Ottone I di Sassonia |                             |  |  |       |  |  |                       |  |  |                        |  |
|                       |                    | Edith del Wessex     | Godwin del Wessex           |  |  |       |  |  |                       |  |  |                        |  |
|                       |                    | Edith del Wessex     | Godwin del Wessex           |  |  |       |  |  |                       |  |  |                        |  |
|                       |                    | Edith del Wessex     | Gytha Thorkelsdaettir       |  |  |       |  |  |                       |  |  |                        |  |
| Papa Gregorio V       |                    | Edith del Wessex     |                             |  |  |       |  |  |                       |  |  |                        |  |
|                       | Arnolfo di Baviera | Liutpoldo di Baviera |                             |  |  |       |  |  |                       |  |  |                        |  |
|                       | Arnolfo di Baviera | Liutpoldo di Baviera |                             |  |  |       |  |  |                       |  |  |                        |  |
|                       | Arnolfo di Baviera | Cunegonda di Svevia  |                             |  |  |       |  |  |                       |  |  |                        |  |
| Enrico di Baviera     | Arnolfo di Baviera |                      |                             |  |  |       |  |  |                       |  |  |                        |  |
|                       |                    | Giuditta del Friuli  | Sant'Eberardo del Friuli    |  |  |       |  |  |                       |  |  |                        |  |
|                       |                    | Giuditta del Friuli  | Sant'Eberardo del Friuli    |  |  |       |  |  |                       |  |  |                        |  |
|                       |                    | Giuditta del Friuli  | Gisella dei Franchi         |  |  |       |  |  |                       |  |  |                        |  |
| Giuditta di Baviera   |                    | Giuditta del Friuli  |                             |  |  |       |  |  |                       |  |  |                        |  |
|                       |                    | …                    | …                           |  |  |       |  |  |                       |  |  |                        |  |
|                       |                    | …                    | …                           |  |  |       |  |  |                       |  |  |                        |  |
|                       |                    | …                    | …                           |  |  |       |  |  |                       |  |  |                        |  |
| …                     |                    | …                    |                             |  |  |       |  |  |                       |  |  |                        |  |
|                       |                    | …                    | …                           |  |  |       |  |  |                       |  |  |                        |  |
|                       |                    | …                    | …                           |  |  |       |  |  |                       |  |  |                        |  |
|                       |                    | …                    | …                           |  |  |       |  |  |                       |  |  |                        |  |
|                       |                    | …                    |                             |  |  |       |  |  |                       |  |  |                        |  |